# Historia del pueblo chileno
Historia del pueblo chileno es un libro del historiador chileno Sergio Villalobos que actualmente lleva cuatro volúmenes completos, y que representa una nueva visión de la historia de Chile más acorde con las tendencias de la llamada «nueva historia» que con la historiografía tradicional.
El primer volumen salió en 1980, editado por Zig-Zag. Afirma el autor en el prólogo que busca una nueva historia que no sea sólo acumulación de datos, sino una síntesis interpretativa global, que supera a la historia meramente narrativa dedicada principalmente a lo político, y analizar los aspectos culturales, económicos, sociales, con la misma fuerza.
El autor está influenciado por la Escuela de los Annales, de la cual Lucien Febvre, Marc Bloch y Fernand Braudel son maestros. Al primer volumen le siguió un segundo en 1983 y el tercero en 1986. El cuarto volumen tardó en llegar, pero apareció de la mano de la Editorial Universitaria en 1999.
La obra representó un acontecimiento de primera importancia en la historiografía chilena, y animó a muchos historiadores a abandonar la historia tradicional, llegando algunos más lejos con los vanguardismos, realizando historia oral, historia desde abajo, historia de géneros, etc.
Actualmente la historia toca los acontecimientos desde la prehistoria hasta finales del siglo XVII, pero se espera que sea continuada y que pronto salgan nuevos tomos.
- Datos: Q5900369